# Gare de Brunoy
Gare de Brunoy – stacja kolejowa w Brunoy, w departamencie Essonne, w regionie Île-de-France, we Francji.
Jest stacją Société nationale des chemins de fer français (SNCF), obsługiwanym przez pociągi RER linii D.